# ويكيبيديا الماراثية
ويكيبيديا الماراثية (الماراثية:मराठी विकिपीडिया) هي النسخة الماراثية من موسوعة ويكيبيديا. صُنفت ويكيبيديا الماراثية من قبل أليكسا إنترنت في المرتبة العاشرة من بين أكثر مواقع الويب باللغة الماراثية زيارة.

## الإحصائيات
| عدد المستخدمين المسجلين | عدد المستخدمين النشيطين | عدد المقالات | صفحات المحتوى | عدد التعديلات | عدد الملفات المرفوعة | عدد الإداريين |
| ----------------------- | ----------------------- | ------------ | ------------- | ------------- | -------------------- | ------------- |
| 170٬177                 | 135                     | 99٬944       | 321٬805       | 2٬567٬545     | 5٬717                | 10            |